# Zlēku pagasts
Zlēku pagasts er en territorial enhed i Ventspils novads i Letland. Pagasten havde 577 indbyggere i 2010 og 511 indbyggere i 2016 og omfatter et areal på 107,15 kvadratkilometer. Hovedbyen i pagasten er Zlēkas.